# Dornau (Herrschaft)
Die Herrschaft Dornau war eine Grundherrschaft im Viertel unter dem Wienerwald im Erzherzogtum Österreich unter der Enns, dem heutigen Niederösterreich.

## Ausdehnung
Die Herrschaft umfasste zuletzt die Ortsobrigkeit über Dornau und Siebenhaus. Der Sitz der Verwaltung befand sich im Schloss in Dornau.

## Geschichte
Letzter Inhaber der Allodialherrschaft war der Generalfeldmarschall Graf Eugen Wratislaw von Mitrowitz-Nettolitzky, bevor die Herrschaft nach den Reformen 1848/1849 aufgelöst wurde.